# Galilea Thượng

Bản đồ vùng Galilea Thượng

Galilea Thượng (tiếng Hebrew: הגליל העליון HaGalil Ha'elion) (tiếng Ả Rập: الجليل الأعلى Al Jaleel Al A'alaa) là một thuật ngữ địa chính trị được dùng từ cuối thời Đền thờ thứ hai, ban đầu chỉ khu vực nhiều núi gối lên nhau ở miền bắc hiện nay của Israel và miền nam của Liban. Ranh giới của khu vực này là sông Litani ở phía bắc, Địa Trung Hải ở phía tây, thung lũng Beit HaKerem với Galilea Hạ ở phía nam và sông Jordan cùng thung lũng Hula ở phía đông.
Trong thuật ngữ của người Israel hiện nay, từ này được dùng chủ yếu để nói về phần phía bắc của Galilea, thuộc chủ quyền của Israel.

## Lịch sử
Tiếp theo sự tan rã của Đế quốc Ottoman và Tuyên ngôn Balfour trong đó Đế quốc Anh hứa thiết lập "A Jewish National Home" (Một quê hương dân tộc Do Thái) ở Palestine, thì phong trào Zionist (phục quốc Do Thái) đã đệ trình Hội nghị Hòa bình Versailles một tài liệu kêu gọi đưa toàn bộ phần lãnh thổ lên tới sông Litani vào vùng Palestine dưới quyền Ủy trị của Anh (British Mandate of Palestine)— với dự kiến là vùng này cuối cùng sẽ trở thành một phần của nước Do Thái trong tương lai.
Tuy nhiên, chỉ không tới một nửa khu vực này được thực sự bao gồm trong phần đất Palestine dưới quyền Ủy trị của Anh, biên giới cuối cùng bị ảnh hưởng bởi cả thủ đoạn ngoại giao và cuộc đấu tranh giữa Anh và Pháp và bởi việc chiến đấu trên mặt đất, đặc biệt là trận Tel Hai trong tháng 3 năm 1920.
Trong một thời gian dài sau khi biên giới được xác định như vậy thì phần phía bắc lãnh thổ này thuộc lãnh thổ dưới quyền uỷ trị của Pháp đã trở thành Liban. Nhiều nhà địa lý Zionist và các nhà địa lý Israel trong những năm đầu Do Thái mới lập quốc - tiếp tục nói đến "Galilea Thượng" như "tiểu vùng phía Bắc của vùng Galilea thuộc Israel và Liban".
Theo định nghĩa này, "Galilea Thượng" bao gồm một khu vực rộng hơn 1.500 km², trong đó khoảng 700 km² ở Israel và phần còn lại ở Liban. Khu vực này bao gồm vùng cao, nằm ở Nam Liban và tiếng Ả Rập gọi là Jabal Amel, mà một thời gian tiếng Hebrew gọi là "Galilea thuộc Liban". Như định nghĩa trong thuật ngữ địa lý, "vùng này phân cách với vùng Galilea Hạ bởi thung lũng Beit HaKerem; các núi của vùng này cao hơn và các thung lũng sâu hơn các núi và thung lũng của vùng Galilea Hạ. Ngọn núi cao nhất của vùng là núi Har Meron có độ cao 1.208 m trên mực nước biển. Safedlà một trong các thành phố chính của vùng này.
Tuy nhiên, trong các thập niên gần đây, thuật ngữ "Galilea Thượng" chỉ được dùng để nói về phần đất miền bắc của Galilea thuộc Israel.

## Hình ảnh

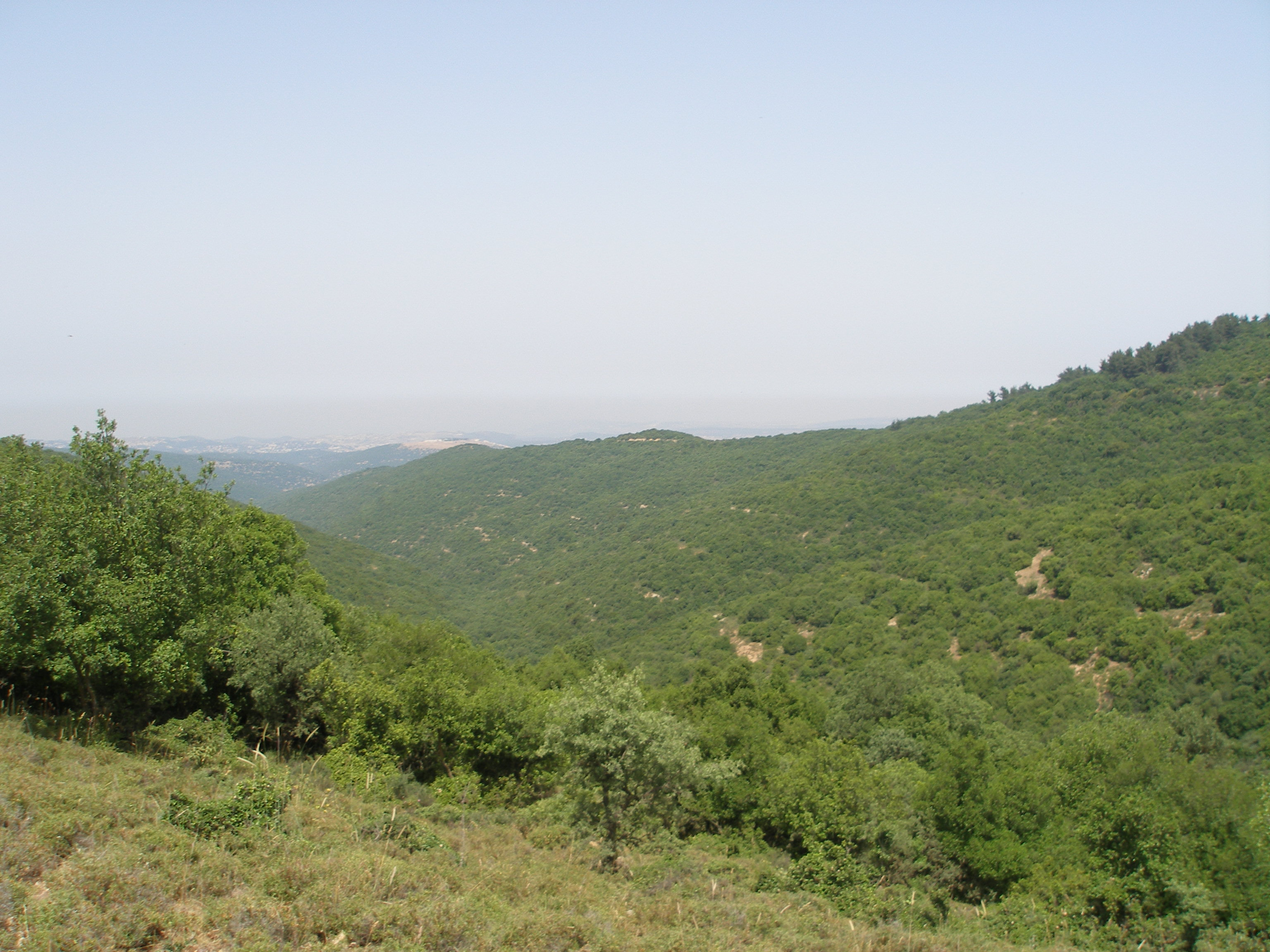
Khu vực nhiều núi ở Galilea Thượng
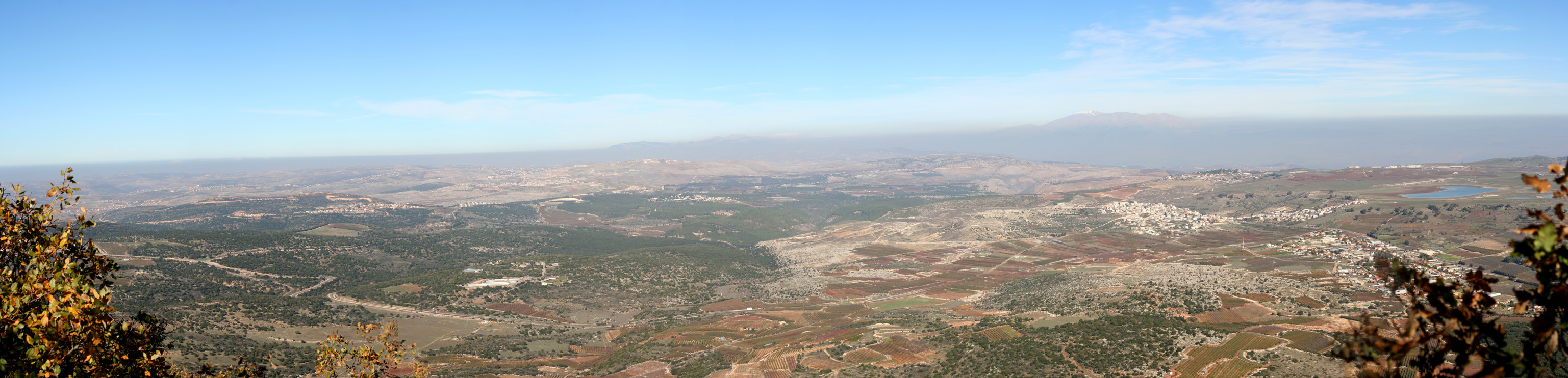
Cảnh nhìn phía bắc từ đỉnh núi Har Meron ở Galilea Thượng, xa xa là miền Nam Liban
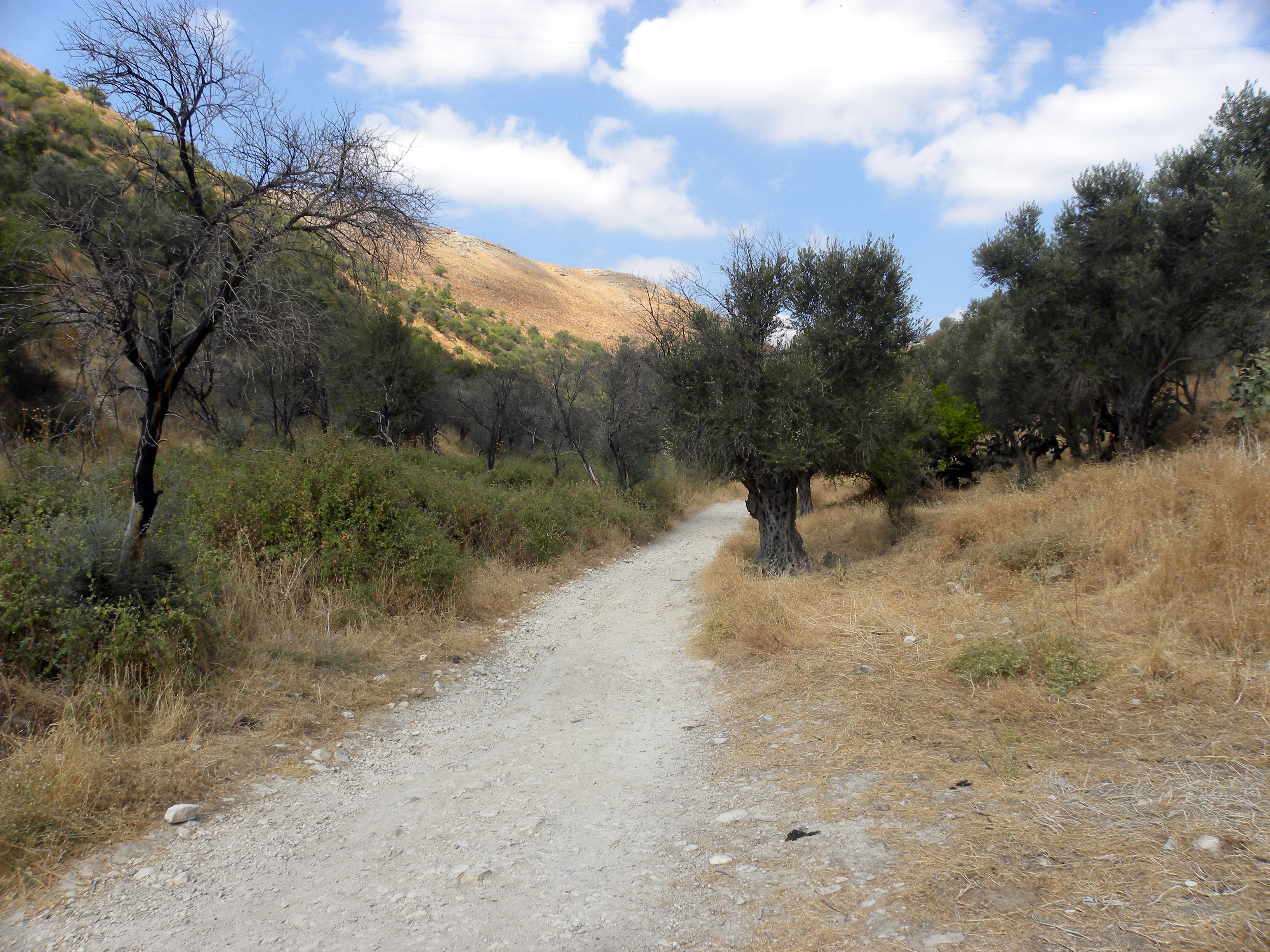
Con đường cổ từ Rosh Pina tới Safed, Galilea Thượng, Israel.
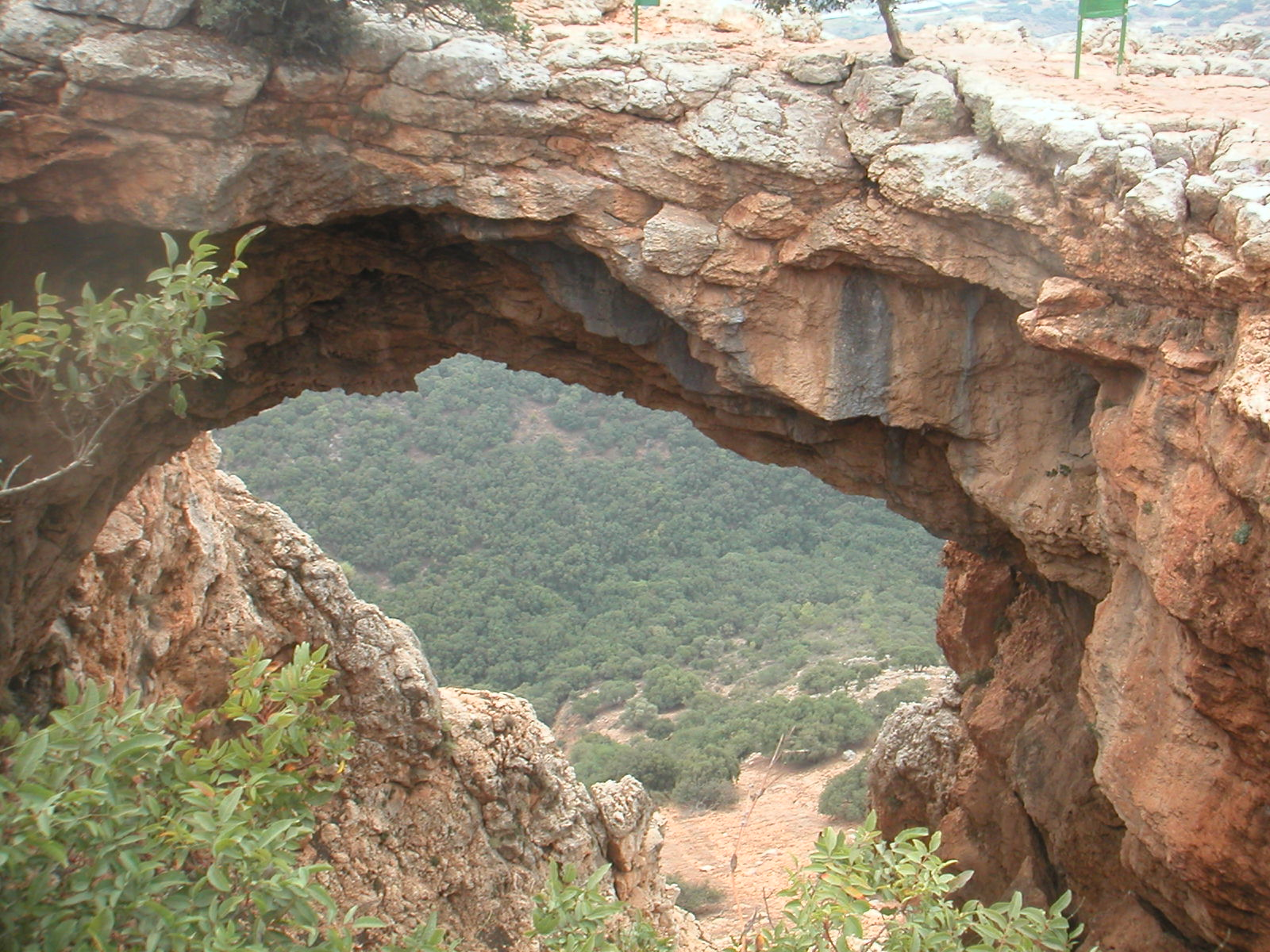
Hang Keshet (một vòm thiên nhiên) nằm ở ngọn Rosh Hanikra
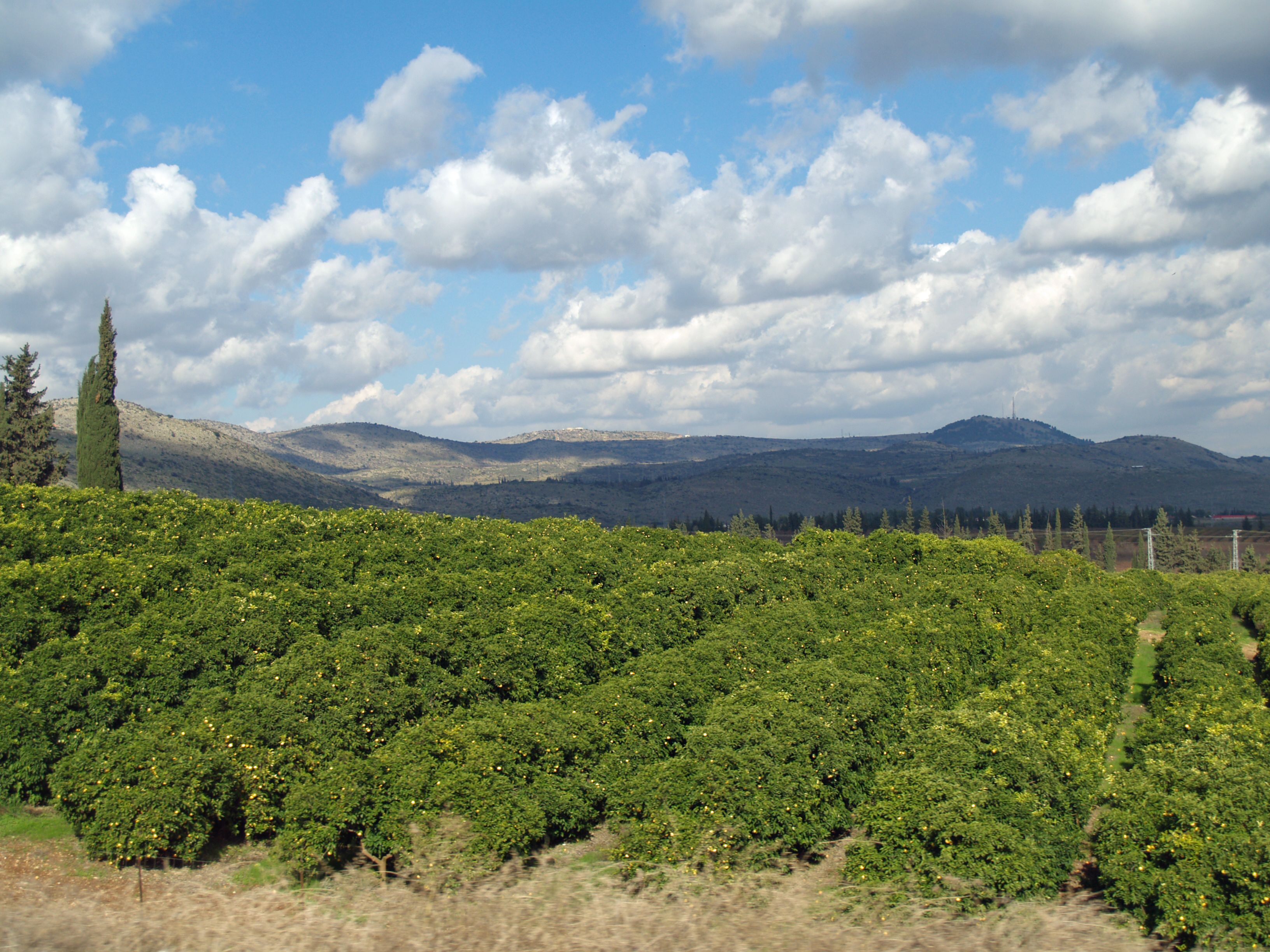
Khu trồng cây ăn quả ở Galilea Thượng.
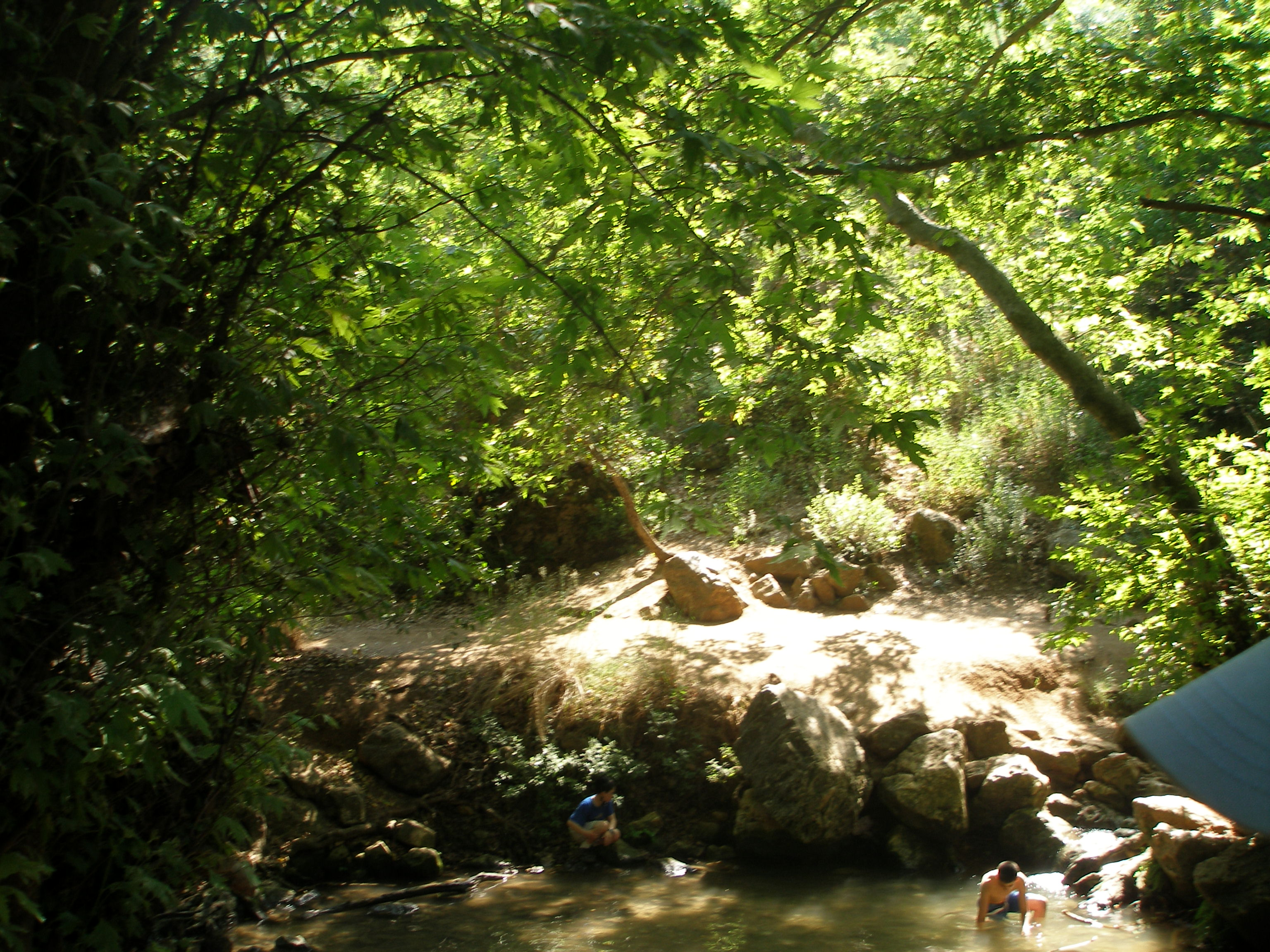
Dòng suối Amud
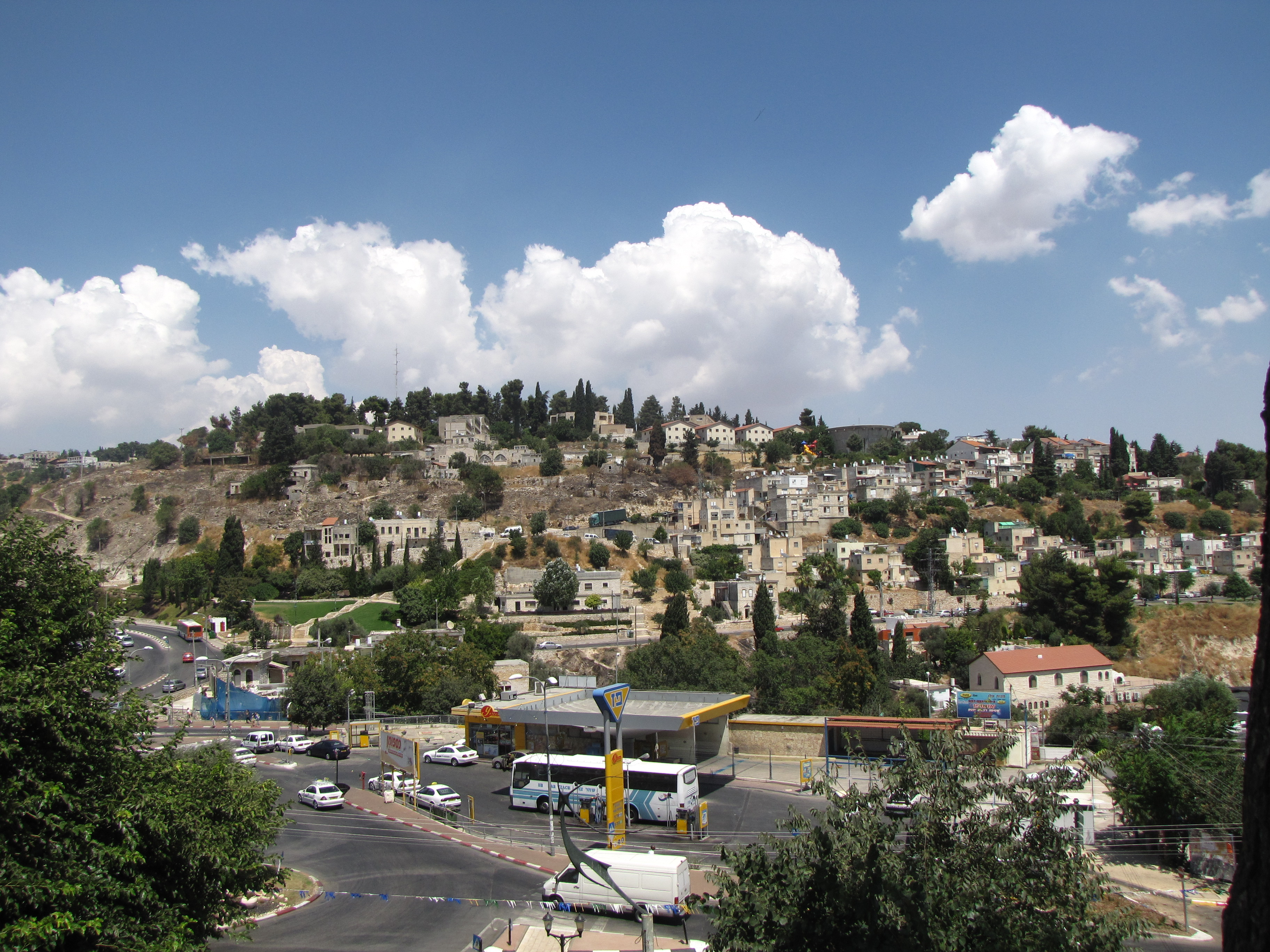
thành phố Safed
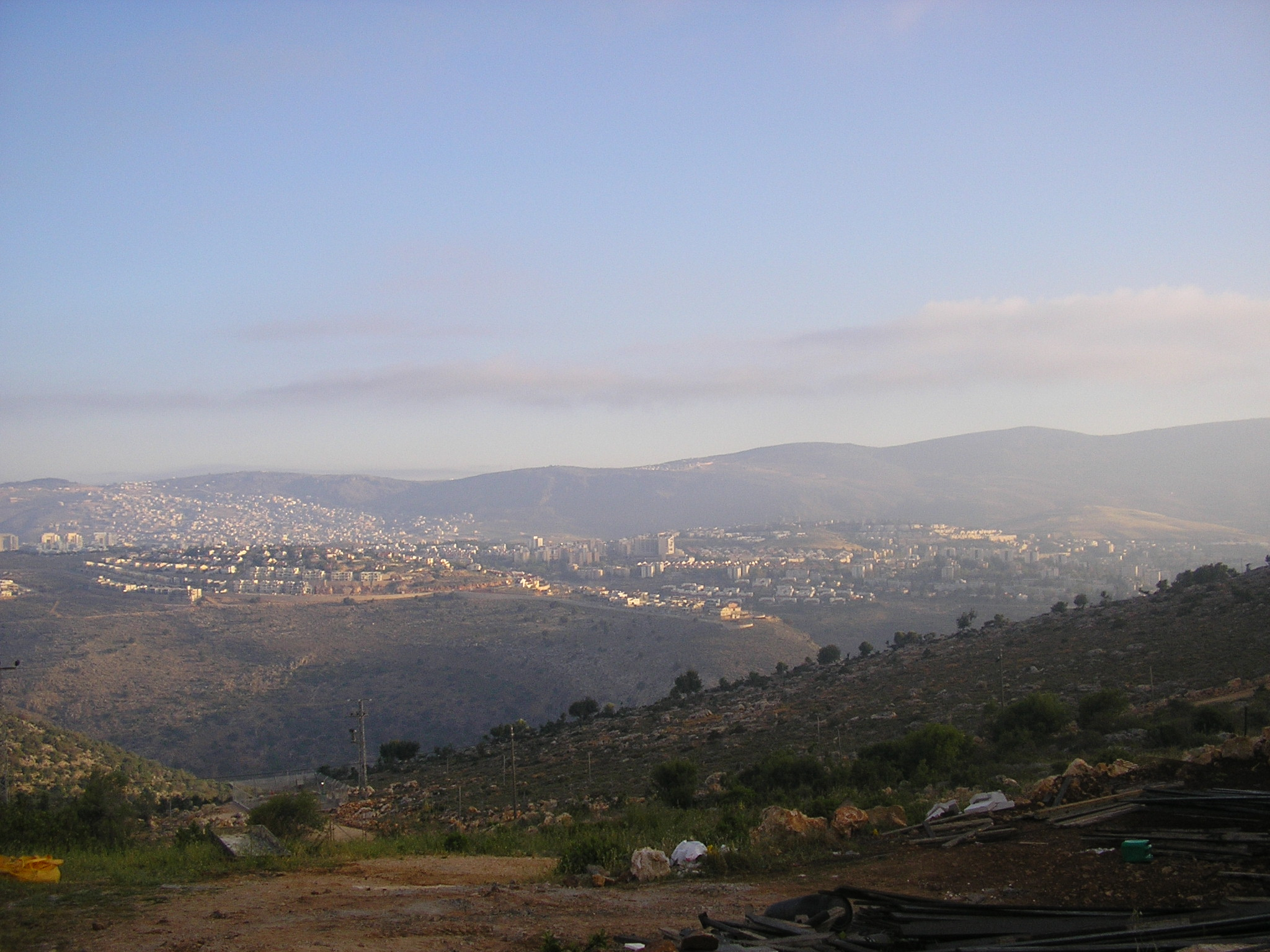
thành phố Karmiel